# Амобарбитал

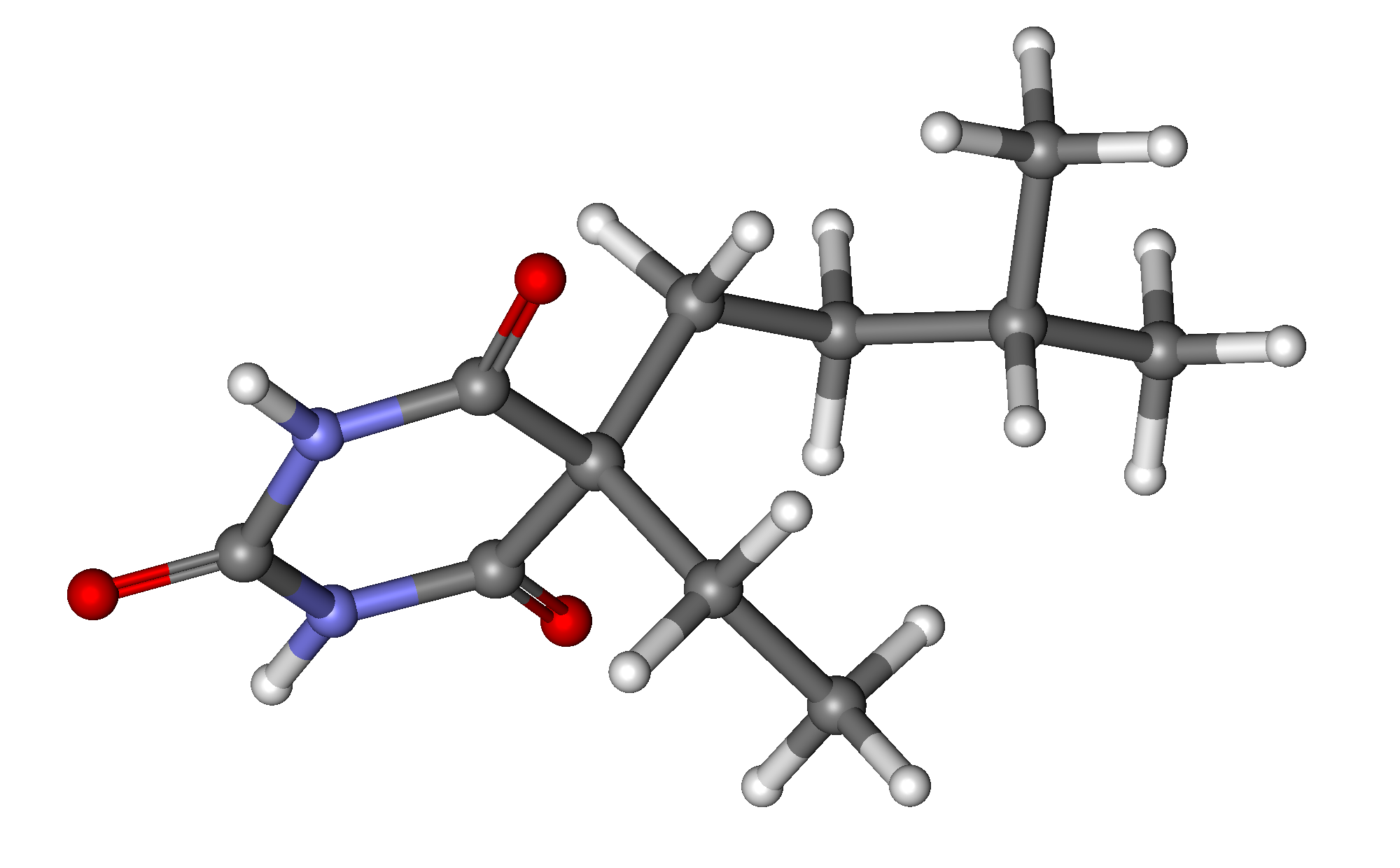
Шаростержневая модель молекулы амобарбитала

Амобарбитал (Эстимал, Aestimalum) — 5-Этил-5-изоамилбарбитуровая кислота — барбитурат.

## Синонимы
Amobarbital, Amytal, Alitinal, Dorminal

## Общая информация
По химическому строению отличается от ранее выпускавшегося препарата барбамила (амитал-натрия) тем, что является не натриевой солью, а соответствующей кислотой (в положении 6 барбитурового цикла содержит О вместо ONa).
Назначают внутрь взрослым за 15—30 мин до сна в дозе 0,1—0,2 г. Снотворный эффект наступает через 0,5—1 ч, продолжается 6—8 ч.
Кроме снотворного, имеет так же успокоительные и противосудорожные свойства. Возможны такие же побочные явления, как при приёме других барбитуратов.

## Физические свойства
Белый кристаллический порошок. В отличие от барбамила, легко растворимого в воде, эстимал в воде малорастворим. Всасывается медленнее и действует несколько более продолжительно, чем барбамил.

## Форма выпуска
- таблетки по 0,1 и 0,2 г.

## Хранение
Список Б в защищённом от света месте.

## Упоминания в кино

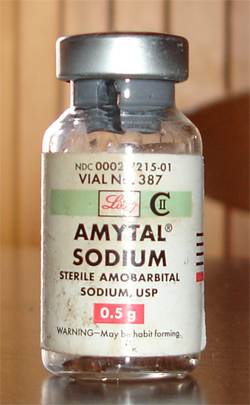
Амобарбитал

- В фильме «Агент Джонни Инглиш: Перезагрузка» при обсуждении наркотика тимоксилин барбибутанол, с помощью которого осуществлялось управление людьми, была показана структурная формула амобарбитала.
- В фильме «Терминатор 2: Судный день» в сцене беседы Сары с доктором Зильберманом, во время которой она нападает на него, санитары упоминают амобарбитал натрия для введения его внутривенно Саре в качестве успокоительного.
- В фильме «7 дней и ночей с Мэрилин» 1:17 на столике у Мэрилин стоит пузырек с таблетками 50 мг.
- В фильме «Правдивая ложь» в сцене допроса террористами Гарри предполагает, что ему ввели «sodium amytal или другую сыворотку правды».
- В фильме «Другие ипостаси» в случае непредвиденной ситуации в ходе эксперимента Доктору Эдварду Джессуп планируют ввести амобарбитал (амитал).
- В сериале «Метод», 3 серия, Меглин спрашивает у учительницы, принимает ли она до сих пор барбамил.
- В фильме «Мистер Джонс» мистер Джонс, страдающий биполярным аффективным расстройством, будучи привязанным к кушетке в клинике, протестует против укола ему Haldol’а (галоперидол) с целью купировать маниакальный психоз, на что доктор ответил, что это не Haldol, а Amytal (амобарбитал).
- В фильме «G.I. Joe: Бросок кобры 2» 0:52 вводят главе администрации Белого дома.
- В сериале «Всё в порядке, это любовь» на протяжении всего сериала.
- В фильме «Манхэттенский проект» в сцене побега ребят от спецслужб они предполагают, что возможно это вещество ввели главному герою, когда его пытались допросить военные США.
- В сериале «Ганнибал», 2 сезон, 4 серия, доктор Чилтон вкалывает Уиллу амобарбитал для исследования.
- В сериале «Люди Альфа», 2 сезон, 12 серия, доктор Ли Розен назначает преступнику Сипио амобарбитал, чтобы получить доступ к его памяти.
- В сериале «Доктор Хаус», 6 сезон, 7 серия, доктор Эллисон Кэмерон предлагает накачать пациентку амобарбиталом, чтобы подавить таламус, из-за чего пациентка якобы должна сказать правду, что отсылает к известности препарата как «сыворотки правды». При этом далее по ходу серии практическое применение препарата не даёт ожидаемого результата.